# 朱琳 (影视演员)
朱琳（1952年12月20日—），女，北京人，中华人民共和国表演艺术家，一级演员。现为中国电影家协会会员、中国电影表演艺术学会会员、中国民主促进会会员。

## 生平

### 早年生涯
朱琳的祖籍是山东济南。1952年，朱琳生于北京，此后长在北京。朱琳的父亲曾为清华大学足球队队员。朱琳从小便喜爱体育运动，又会唱会跳，还能弹钢琴。朱琳上的小学如今名为北京市西城区西四北四条小学。上小学时，她曾在什刹海业余体校练体操五年；其间还曾练过两年篮球，她个子不高，却打主力前锋。文化大革命爆发后，该体校体操队解散，她开始自学游泳。
朱琳的母亲方贞，是方苞的直系后裔，为安徽桐城人，后来举家迁居山东。方贞终生在实验室从事病毒研究，在疫苗研究方面取得很大成果，曾获“科技进步一等奖”等许多奖项。
朱琳的父亲则是位大学教授。朱琳的爷爷、奶奶都是1930年代出国留学的知识分子。朱琳生长在北京。小时候，家住西单附近，奶奶经常带朱琳到西单路口的长安大戏院看电影、看戏。朱琳的妈妈不太管朱琳，只是培养她，让她学钢琴、舞蹈，还把朱琳打扮得很漂亮，这让朱琳从小就很自信与优雅。朱琳小时候很乖，父母经常被她的学校邀请去讲“你怎么培养这个孩子的”。受到家庭及母亲影响，朱琳从小就景仰爱因斯坦，崇拜瑪麗·居禮，梦想成为科学家、工程师、医生，根本没想过自己会成为演员。
文化大革命爆发后，朱琳的父亲遭到批斗，母亲靠边站。朱琳家经常有许多红卫兵前来抄家。他们将朱琳家的东西往外扔，朱琳的奶奶就偷偷往家捡。一天晚上，红卫兵冲到朱琳家，毒打朱琳的爷爷、奶奶，场面恐怖，朱琳和弟弟透过门缝偷看这一场面。
朱琳是1969届初中毕业生。之前她练体操时，曾从高低杠上摔下，腰部扭伤。在知青插队期间，她因腰部的伤而无法下乡插队，便参加了工宣队。曾短暂在山西省晋东南地区的“晋东南地区学习演出革命样板戏第二剧组”（1969年底组建）任舞蹈演员。
1970年，18岁的朱琳考取了总政歌舞团。但单位工宣队领导称，“朱琳腰有伤，上山下乡都无法去，还能当兵？”此事遂作罢。随后，1970年朱琳回北京，考入设在北京的通讯兵文工团担任舞蹈演员，成为文艺兵。到部队之后，大家见她外表颇似大家闺秀，都以为她是个手不能提、肩不能扛的“小姐”兵。为消除误会， 她每样事都抢着做。幼年时， 母亲教过她做衣服，打毛线，包饺子、烙饼、炒菜；父亲教她练书法、绘画，种花、集邮、作诗、写作。因此来到部队后，她样样都能独立自理，困难也难不倒她。在部队她成长很快。其间，根据小说《海岛女民兵》改编的电影《海霞》海选演员，身为军人的朱琳跟着同学一起到宣武区文化馆的一处平房。招考老师要求她们念《海岛女民兵》一书的段落，随后对念诵流畅的朱琳说：“下周去北影试戏，我们要拍这部片子。”但十多岁的朱琳越读《海岛女民兵》越觉得自己不像长在海边的女民兵，所以她根本没去北影试戏。后来通讯兵文工团解散，她于1976年复员，被分配到中国医学科学院卫生研究所工作，成为化验员，从事食品营养与毒素的化验工作，后来还给一位教授当助手。复员时，她本来可以选择去文艺团体，但她渴望上学，所以想到一个有机会推荐上大学的单位，这才选择了该研究所。

### 登上影坛
1980年一次偶然的机会，朱琳在西安电影制片厂影片《叛国者》中扮演配角，这是一位动物学家的年轻女助手。《叛国者》摄制组筹拍时，一天朱琳到亲戚家做客，遇见了亲戚的亲戚，他在电影厂任职，正为《叛国者》寻找女演员，在北京未遇到合适的人选，正准备赴上海继续寻找，见到朱琳后说“你可以试试。”三天后，朱琳来到西安，出演《叛国者》。28岁的朱琳由此开始了自己的表演事业。
后来，朱琳自费到北京电影学院80届业余表演培训班进修。朱琳通过了初试、复试，才进入该班。该班1981年开课，将本科四年的表演知识浓缩在5个月内教完。该班在一个平房内上课，朱琳经常早到，门还锁着，她便从狭窄的窗户钻进去，温习老师布置的小品作业。她的同班同学有赵宝刚、李强、李成儒、张光北、李勤勤等人。田壮壮、张艺谋、侯咏、吕乐等人合作北京电影学院78级导演班的毕业作品《小院》，邀请业余表演培训班的朱琳出演《小院》的女主角桑桑。其中一场戏，歌舞团要到农村演出，桑桑的丈夫劝她去，她不想去，然后便哭了。朱琳觉得这没什么好哭的，一直哭不出来。田壮壮让大家退出屋子，自己留下给朱琳讲了一个多小时的故事，朱琳来了状态，张艺谋等人慌忙涌入屋内把哭戏拍完。《小院》后来成为东京国际电影节的参展作品。从进入业余表演培训班进修起，朱琳便断断续续未完整回中国医学科学院卫生研究所上班。
自费参加进修的学生本来不包分配，毕业后理应回原单位工作。但从业余表演培训班毕业后，朱琳于1982年接拍了峨眉电影制片厂的电影《梨园传奇》，饰演川剧艺人花想容。1981年秋，该片导演杨溉森到北京选女主角，在朋友家看到朱琳在业余表演培训班时饰演《家》中的瑞珏时的剧照，被她眉宇间透露着淡淡哀愁的脸庞吸引，遂将她找来录像，带回峨眉电影制片厂，获领导首肯。该片导演杨溉森想将朱琳借调到峨眉电影制片厂，但朱琳的工作单位中国医学科学院卫生研究所则拒绝借调，并称如果她要拍戏就干脆调走。导演杨溉森打报告请求将朱琳作为正式演员调入峨眉电影制片厂，获厂领导以及中共四川省委的支持。将近30岁的朱琳遂毅然从研究所辞职，成为峨眉电影制片厂专职演员。这次调职，朱琳的户口也从北京迁到了四川成都。朱琳的母亲对此有些想法，而父亲则支持朱琳称“你干什么都可以，走到哪里都没关系。但是，你干就得给我干好，就得象个样。”这年朱琳过生日时，父亲还特地送给她一本很薄的书，朱琳一直带在身边。朱琳说：“我性格中有一种永不后悔的基因，我欣赏这样的格言：当一种新的生活方式使你感到更有意义时，你应为此甘愿抛弃一生的事业前途。”她还说：“选择，要根据自身的条件，知道自己适合走什么样的生活道路，才能作出决断。”
《梨园传奇》摄制组体验生活时，包括朱琳在内的几位主演在元旦前后被送往四川省崇庆县（今崇州市）向川剧名角学习川剧。他们每天早晨跟川剧演员练功，晚上在村子里观看川剧表演。朱琳不懂四川话，更不会唱川剧，她便每天到副导演的房间用剧组的开盘录音机听川剧，着重听《秋江》一折。到春节过后《梨园传奇》开拍时，朱琳已能完整演唱《秋江》。在新寡的花想容碰石碑一场戏开拍前夜，饰演易胆大的张天衡与饰演九龄童的柳健将朱琳叫来，地上放一个枕头，让朱琳反复练习揣摩是哭瘫后碰上石碑，还是以死相拼而碰碑。
1982年，在拍摄电影《远离人群的地方》时，导演徐迅行对表演要求严格，每场戏反复排练数十遍，而且对女主角朱琳的要求更严格。朱琳一遍又一遍与导演磨合，同时加入自己对人物的理解和感觉。本片女主角覃泓是朱琳饰演的第一个知识女性形象，从此她先后饰演了许多知识女性。
1983年，朱琳饰演八一电影制片厂的电影《骆驼草》的女主角柳英，这是一位研制导弹的军队知识分子。该片的大部分外景在西北某基地拍摄，从初春一直拍到盛夏。摄制组从北京坐火车抵达兰州，再转到清水小站，从清水坐苏联老式窄轨小火车，很久才抵达这座戈壁滩上的小城。拍摄中的一天，包括朱琳在内的摄制组人员还被批准进入导弹试验场参观。片中本有沙尘暴发生的情节，摄制组用鼓风机营造效果，拍了几天，结果有一天正在拍着，真正的沙尘暴到来，风力约有十级，天黑如同子夜，朱琳等几个人躲到一辆帆布蓬吉普车内，裹着军大衣堵着塑料车窗，车窗外飞沙走石。该基地内有个大水库，被摄制组人们戏称为“塞纳河”，每天拍摄收工后，演员们相约漫步“塞纳河”畔，吟诗或高歌，沉浸在剧中人物的感受中。
1984年，朱琳主演的两部电影《肖尔布拉克》和《二十年后再相会》上映。两片的拍摄时间有大半年重合，拍摄地点有新疆、上海、大连。《肖尔布拉克》在新疆取景，朱琳饰演的叶娟是曾被强奸却仍坚强的女知青。元旦前后，朱琳被导演汤晓丹、包启成送到新疆生产建设兵团农六师的102、107团体验生活。当地兵团的宣传部长将她接到营地之后，她先在师里与在当地落户的知青开座谈会，随后下到团场喂马鹿，居住在团场水房和食堂旁边的一个小房间。垦荒连队的知青都是十多岁便离家来到这里屯垦戍边。其中一位上海女知青与叶娟的遭遇一样，也是被人强奸，生下两个孩子，又被抛弃。这位女知青独自带着两个孩子在团场生活。谈到自己的遭遇时，外表白皙而娴静的她既不絮叨，情绪也无激烈波动，几次哽咽时语气也淡淡的。从她身上，朱琳理解了这种平静，并将这种平静带到了自己的表演中。2009年，朱琳重访这片农场。
同时期拍摄的《二十年后再相会》原本是朱琳谢绝出演的影片，她觉得这部片子的女主角、总监造师诸晖刻画得非常好，但与她刚在《骆驼草》中饰演的柳英有不少相似之处，担心自己功力不足，将这两个人物塑造得没有分别。谢绝后，应上海电影制片厂青年导演包启成邀请，她出演《肖尔布拉克》，但她仍难忘怀诸晖这个角色，最终还是接受女导演石晓华的二度邀请，出演诸晖。在导演石晓华及演员张伐、袁岳、仲星火等人的努力下，该片拍摄气氛轻松愉快。1984年，朱琳在这两个摄制组奔忙，半年多没有回家。导演石晓华便邀请演员们的家属到上海聚会，在上海最豪华的酒店宴请了全体演员及家属。
当演员之后，朱琳仍然喜爱体育运动。一次赴云南拍片，驻地附近有条河，朱琳经常拉着同伴去河里游泳。一次游泳时，有同伴问谁会游“麦克哈里斯”，朱琳立刻站起来说“我会！”遂登上脚蹼，扎入水中。她越游越深，忽觉脸部刺痛，赶紧游出水面，伙伴们见她满脸是血，都吓坏了。原来是河底的石头划伤了她的脸。导演知道后很生气，禁止朱琳拍片期间再下河游泳。
连拍了上述四部饰演知识女性的电影后，1985年1月，朱琳登上《大众电影》封面。这一时期，富有古典美的朱琳一改长髮造型，留着清爽的短发，以配合知识女性的形象。此后她一直留短发。但朱琳其实也希望留起长髮，有所改变。

### 女儿国国王
1985年，朱琳出演电视剧《西游记》中的女儿国国王，这是一位美丽端庄而又柔情似水的女子。导演杨洁无意中发现朱琳的照片，才派李成儒找到朱琳出演。朱琳听说是出演《西游记》便一口答应。剧组先后在苏州留园和杭州西湖拍摄外景。女王梦中和唐僧同游这场戏，二人穿着古装，围观群众站得很远看不清，还以为是拍《红楼梦》的贾宝玉和林黛玉。“夜赏国宝”这场戏中，朱琳身披轻纱、香肩半露，这在相对保守的1980年代需要勇气，朱琳在表演向唐僧示爱时很紧张害羞，“因为暴露的穿着让我极为拘谨。”朱琳回忆说，扮演唐僧的徐少华手心也不断出汗，二人在对望时轮番笑场。这场戏拍了八九遍才通过。剧中的骑马镜头都是朱琳亲自完成，未用替身。朱琳饰演的女儿国国王受到观众热爱，这一美好的形象一直铭记在观众心中。
2005年，朱琳参加了中国中央电视台《艺术人生》栏目举办的《西游记》20年再聚首节目。2006年，《知音》杂志刊登了一篇文章，虚构了朱琳痴情于《西游记》唐僧扮演者徐少华，21年独身守望的动人情节。文章引起很大反响，许多热情的观众都相信了这段传奇般的单相思。已结婚多年的朱琳对该假消息冷处理，怕被别人说成炒作。后来，一家报社通过电话采访朱琳，朱琳说“谁没结过婚啊”，结果报纸又错误地写成朱琳离过婚。其实朱琳从未离过婚。朱琳和丈夫对此十分无奈。此事还在朱琳家制造了很多笑料。朱琳的丈夫从不看八卦新闻，偶然在战友聚会时，才听人说起：“你老婆还未婚呐，单恋。”弄得丈夫哭笑不得，回家抱怨：“那我是谁？我在哪儿待着？”

### 江曼的成功
1984年，武汉的一群女护士找到朱琳，大家一起痛玩时，朱琳许诺“我喜欢护士，将来一定会演好一个护士，那时来你们这里体验生活。”结果不久她真的开始演起一个又一个护士，而且真的到这群护士的医院拍戏，小护士们“美死了”。
1985年至1986年拍摄的反映中越边境战争的电视剧《凯旋在子夜》中，朱琳饰演的女主角江曼便是一位护士长。在选择出演该剧时，朱琳经历了内心的激烈矛盾。当时，上海电影制片厂筹拍电影《日出》，拟请朱琳出演陈白露。朱琳知道该角色如果演成功了，足以一举成名。但陈白露这位性感的高级交际花，与朱琳确有距离。她便谢绝了《日出》导演的邀请，放弃了出名机会，而接受了江曼这个看起来不一定能叫响的角色。
朱琳苦苦思索如何演好江曼。她走进护士宿舍，与冲在救护战场上的女护士们交上朋友，逐渐找到了江曼的感觉，领悟到自己不能只演江曼，而必须做江曼，将情感与热血融入战场、融入人物。后来在拍战地救护这场戏时，她背着万元户李大亨在布满乱石的火线上来回爬了近百米，双肘和双膝都磨烂了，但她没哼一声。
《凯旋在子夜》制作时间很长。进剧组后，朱琳先拍完香山红叶的外景之后，便转进《西游记》剧组拍摄，扮演了多情的女儿国国王。随后，《凯旋在子夜》在云南拍摄外景期间，她又补拍了《远离战争年代》的镜头。1985年11月起，《凯旋在子夜》剧组赴中国东北取景，春节回到北京拍摄了德胜门外的棚户区，接着又转赴云南，一直拍至1986年8月。
朱琳因喜爱体育，所以体格非常好。1987年前后，还正在练“简·方达”健身操。电视剧《凯旋在子夜》中有一场戏，童川送江曼扒火车回北京。导演调来四辆消防车，将20吨水浇在扮演童川的石兆琪和扮演江曼的朱琳身上。当时的气温是零下30度，戏拍完后，二人的衣服已冻在身上脱不下去。剧组人员都以为朱琳肯定不行了，但朱琳却没事儿似的，站在那里哆哆嗦嗦地喊“谁买冰糖葫芦——！”紧接着这场戏的是童川和江曼来到一间破旧的小木屋烤火取暖，随之接吻。剧组有意将这场戏放到拍摄期间的最后来拍。拍摄前一天，剧组开会研究这场戏。拍摄当天下午，结束木屋外景的拍摄后，这场戏开拍，片场寂静无声。镜头从江曼脚边的小松鼠开始，摇到二人的大头鞋，江曼踮起脚尖，镜头同时缓慢摇上。石兆琪身高太高，朱琳一直踮着脚，撑不住而大喊：“导演，站不住了！”大家都笑出声来。导演尤小刚叫道具找砖头，拍到膝盖时便给朱琳垫上砖头。前后折腾拍了好多条，因为嘴太干还沾上了口水。晚上回到营地，大家观看回放时大笑，两位主演都想找地缝钻进去。尤小刚郁闷地决定重拍。第二次拍摄非常顺利。事后朱琳才得知，重拍前，道具、灯光、副导演都给石兆琪传授了经验。
有一场戏，敌军轰炸，江曼率护士们前去抢救伤员，剧组在一条盘山公路的路边设有炸点，汽车在炮火中开过公路，护士长江曼摇下车窗向前方望去。实拍时，朱琳的眼角被小碎片崩到，血流满面，七天不能拍戏。拍摄誓师大会壮行酒这场戏时，部队将一支潜伏的侦查大队调回参与演出，拍完后大队长留下了已在山上潜伏一个月的侦察兵们，晚上与剧组吃饭联欢。大队的许多北京兵非常活跃，唱歌也好听。次日大队长又给侦察兵们半天假，让他们理发、洗澡，随后回去继续执行潜伏任务。后来该侦查大队多数人都牺牲在边境。
朱琳因主演电视剧《凯旋在子夜》，荣获第5届大众电视金鹰奖最佳女主角奖；此外还获得1987年《电视月刊》首届中国电视“十佳”演员奖，位列第二名。

### 艺海常青
1987年，在胡玫导演的电影《远离战争年代》中，朱琳饰演文燕。她依然是一头短发，却已借鉴了刚传入中国的山口百惠的发型。该电影获得了苏联1988年第十届亚非拉国际电影节故事片银奖，以及意大利第32届萨尔素国际电影节委员会特别奖。
1988年的电视剧 《白栅栏》中，朱琳饰演女主角乔克林。在第九届“飞天奖”评选中，该剧被评为二等奖第一名（一等奖空缺）。
在1992年广西电影制片厂推出的电影《台北女人》中，朱琳饰演女主角安娜，这是一个被丈夫抛弃又带着孩子的母亲，是个吸毒的护士，具有天使和魔鬼的双重性格。朱琳连抽烟都不会，为揣摩吸毒者的眼神和动作，朱琳特意找来录像，边模仿边让当医生的姐姐纠正。拍安娜自杀这场戏时，朱琳多次在房间过道上摔倒、爬行、哭泣，直到导演满意为止。
从1994年9月到1995年1月，电视剧《遭遇昨天》拍摄，朱琳在剧中饰刘琳。李雪健饰演其丈夫。该剧边写边拍，演员随时参与创作与即兴表演，这吸引了朱琳。剧中刘琳是个知青，其丈夫则是农村人，世事变化，二人出现感情隔阂。到北京参加外事谈判的刘琳回到陕北窑洞内的丈夫身边，却不再顺从丈夫，又觉得欠丈夫情意。这段戏主要是朱琳、李雪健即兴创作。开拍前，朱琳还特意设计了一个细节，让刘琳婉拒丈夫之后，又体贴地让丈夫试用从北京带回来的按摩器。剧组人员匆忙买来按摩器，拍摄时朱琳还不知道放在柜中的按摩器是什么样子。李雪健接过按摩器之后，边在后背上按摩，边带着复杂的表情嘟囔：“挠痒痒。”李雪健的表演令朱琳顿感心酸，朱琳的感觉一下子出来，含泪的特写镜头顺利拍成。
朱琳说自己经常到自家楼下的自由市场买菜。她说，“我家楼下自由市场的小贩好多都认识我，有人碰到我会告诉我昨晚上的戏演得不错，有人则建议我别演那么老的，演个漂亮的角色多好……这样挺好，都是善意的。”她还说，“演戏最重要的就是贴近生活。”朱琳表示平时和影视圈的人和事接触很少，朋友主要是其他各行业的人，自己也不爱参加“综艺晚会”式的活动，觉得自己有些“不搭调”。
在1996年的电视剧《大秦之腔》中，朱琳饰演了一位年龄跨度从20岁到50岁的知识女性，获得好评。朱琳说，“我一向擅长演这种角色。”她说：“我不相信人能塑造各种不同的角色。我较适合演知识女性，我的观众群也是一个面。因此，我非常在意喜欢我的那些观众是否喜欢我演的角色。我很看重他们。”
1997年的报道称，朱琳住在北京，每周必回父母家看望父母。朱琳的公婆都是陕北人，朱琳连续三年先后在陕西西安拍摄了《遭遇昨天》、《啊，妈妈》、《大秦之腔》，的确十分乖巧。朱琳很喜欢看书、看话剧，每夜会在家拉着丈夫或者独自看电影光碟。朱琳还依然爱好体育，经常打网球、游泳、骑马、做韵律操、跑步。她愿意把家里收拾得干净整洁，尽管丈夫总是嘲笑她：“又把咱家的桌布洗破了吧！”可她依然酷爱洗衣服。
除了表演事业外，朱琳还爱好时装设计，1991年曾在北京电视台主持服装设计方面的专题节目。1992年电视剧《戏剧人生》中周泱的许多服装也是朱琳设计制作的。
朱琳十多岁便开始接触摄影。1970年代至1980年代，青年人少有娱乐活动，家中的老蔡司相机成了朱琳最喜爱的“玩具”，她拍了许多黑白照片，照片中除了母亲之外，拍得最多的就是她自己。她不仅拍照片，还学会了暗房操作，自己冲洗相片。数码摄影流行后，她又迷上数码摄影，还在2008年参加了《中国摄影报》举办的为期5天的数码训练营，学会使用photoshop对照片进行数码处理。
朱琳是“鄂尔多斯杯”2000年度中国中央电视台电视剧获奖演员。2010年荣获美国世界艺术家协会颁发的“华人艺术家表演杰出贡献奖”。

## 作品

### 电影
- 1980年，电影《叛国者》，饰沈虹；
- 1981年，电影《小院》，饰桑桑；
- 1982年，电影《梨园传奇》 ，饰花想容；
- 1983年，电影《远离人群的地方》，饰覃泓；
- 1983年，电影《骆驼草》，饰柳英；
- 1984年，电影《二十年后再相会》，饰诸晖；
- 1984年，电影《肖尔布拉克》，饰叶娟；
- 1986年，电影《远离战争年代》，饰文雁；
- 1987年，电影《逃港者》，饰刘莺；
- 1991年，电影《别无选择》，饰李菁；
- 1991年，电影《小雪》，饰欧鹿；
- 1992年，电影《台北女人》，饰安娜；
- 1993年，电影《永远的门》，饰林雪莹，文化部摄制；
- 1998年，电影《共和国之旗》，饰项佩瑜，紫禁城影业公司摄制；
- 2003年，电影《让我们记住》，饰林素芳；
- 2003年，电影《风雨中国心》，饰罗时慧（傅抱石夫人）；
- 2005年，电影《春天花会开》（原定名《魂系红领巾》），饰黄绣谊；
- 2006年，电影《我要跳舞》，饰林校长；
- 2006年，电影《山魂女》，饰王雪；

### 电视剧
- 1981年，《相思豆》，饰方姐；
- 1982年，《弯弯的石径》，饰秦小婉；
- 1983年，《金房子》，饰文静；
- 1985年，《西游记》之“趣经女儿国”，饰女儿国国王，中央电视台摄制；
- 1986年，《凯旋在子夜》，饰江曼；
- 1988年，《白栅栏》，饰乔克林；
- 1988年，《末代皇帝》，饰慈禧太后；
- 1992年，《戏剧人生》 ，饰周泱，深圳电视台摄制；
- 1993年，《火浴》，饰康曼月，广东电视台摄制；
- 1994年，《遭遇昨天》，饰刘琳，陕西电视台摄制；
- 1995年，《啊，妈妈》，饰黄月华，西安电视台摄制；
- 1996年，《大秦之腔》，饰双池，陕西电视台摄制；
- 1997年，《家事风云》，饰柳芳菲，中国儿童艺术剧院摄制；
- 1998年，《走过柳源》，饰寒梅，中央电视台摄制；
- 1998年，《不可战胜》，饰王军，中央电视台摄制；
- 1998年，《你是我的生命》，饰胡玉珊，上海电视台摄制；
- 1999年，《和平卫士》，饰柳漪芳、柳漪雯，四川电视台摄制；
- 1999年，《光荣之旅》，饰张洁，中央电视台摄制；
- 2000年，《永不放弃》，饰周映雪；
- 2000年，《朝天门》，饰碧君；
- 2001年，《情长路更长》，饰石慧敏，上海永乐电影电视公司；
- 2001年，《红与黑2000》，饰穆佳；
- 2002年，《兄弟》，饰田静，陕西电视台摄制；
- 2003年，《谁可相依》，饰吴月华；
- 2003年，《桐籽花开》，饰巴夫人；
- 2003年，《我心永远》，饰居蕙俐；
- 2003年，《花开也有声》，饰孟母；
- 2003年，《命运配方》，饰郭子芳；
- 2004年，《第一次亲密接触》，饰轻舞飞扬妈妈；
- 2004年，《龙票》，饰祁老夫人，中央电视台摄制；
- 2004年，《高光阴影》，饰居蕙俐；
- 2004年，《月上海》，饰叶美仪；
- 2004年，《底牌》，饰吴涵；
- 2004年，《民族英雄马本斋》，饰白文冠（马本斋之母）；
- 2004年，《风雨西关》，饰谢庐氏；
- 2005年，《商贾将军》，饰莫夫人；
- 2005年，《换了人间》，饰郭荍菊；
- 2005年，《临界婚姻》，饰真心大姐；
- 2005年，《撕开你的伤口》，饰谢兰茵；
- 2005年，《十月怀胎》，饰陶玉莹；
- 2005年，《非亲兄弟》	，饰华大君；
- 2005年，《中国家庭421》，饰尚美芳；
- 2006年，《我在天堂等你》，饰白雪梅；
- 2006年，《妈妈再爱我一次》，饰蒋母；
- 2006年，《家有爹娘》，饰刘颖；
- 2006年，《女人香》，	饰张亚琴；
- 2007年，《雪在烧》，饰姑妈；
- 2007年，《和平使命》，饰吕品；
- 2007年，《静静的白桦林》，饰达兰；
- 2007年，《下辈子做你的女人》，饰张主任；
- 2007年，《贺龙传奇》，饰江青；
- 2008年，《家有爹娘2》，饰刘颖；
- 2008年，《锣鼓巷》，饰辛夫人；
- 2009年，《你到底要什么》，饰张守萍；
- 2010年，《重案六组4》，饰陈雪；
- 2010年，《硝烟背后的战争》，饰西村夫人；
- 2010年，《独家披露》，饰祝槿玉；
- 2011年，《初恋》，饰于西瑶；
- 2012年，《青果巷》，饰杨紫云；
- 2013年，《遍地阳光》，饰林雅芝；
- 2013年，《恋爱相对论》，饰任玥；

### 其他
- 1985年纪录片《中国影星大聚会》，朱琳表演《花笠舞》

## 家庭
- 祖父：1930年代出国留学的知识分子。[6]
- 祖母：1930年代出国留学的知识分子。[6]
- 父：山东济南人。[2]早年毕业于清华大学，曾为清华大学足球队队员。[3]后来成为北京工业学院（后更名为北京理工大学）的教授，研究领域与化学有关。[6][7][26]
- 母：方贞。朱琳的母亲方贞，是方苞的直系后裔，为安徽桐城人，后来举家迁居山东。方贞是卫生部研究所的医学家，终生在实验室从事病毒研究，在疫苗研究方面取得很大成果，曾获“科技进步一等奖”等许多奖项。[6][7]
- 妹妹[23]
- 弟弟[6]
- 公公：朱琳丈夫的父亲，陕北人。[16]
- 婆婆：朱琳丈夫的母亲。陕西米脂人。[27]曾任湖北医学院院长。[23]
- 丈夫：朱琳只谈过一次恋爱，对象就是她的丈夫，二人感情很深。[28]丈夫比朱琳大2岁。[23]朱琳在1980年前后与丈夫结婚。[23]当时朱琳还在卫生研究所工作，丈夫是工人，喜爱古典文学。夫妻二人与朱琳的父母住在一起。1982年朱琳调入峨眉电影制片厂，户口也从北京迁往四川成都，结婚不久的夫妻二人要两地分居。[14]但丈夫给了朱琳极大的支持，甘愿两地分居，不要孩子。[28][14]1987年时，丈夫正在北京某公司当干部。[26]1994年时，丈夫正在担任某广告公司经理。朱琳认为丈夫是“一个很棒的男人，一个细心的丈夫，一个为我成功有着一半功劳的伴侣。”[23]朱琳和丈夫是丁克家庭，未生育子女。